# Elettroforo perpetuo

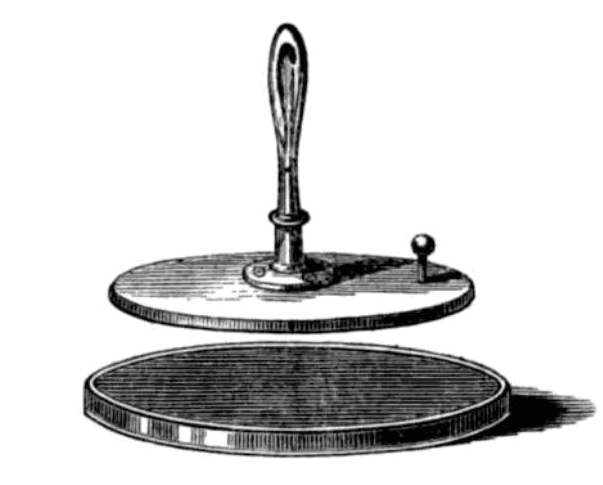
Disegno di un elettroforo di Volta

L'elettroforo perpetuo, detto anche elettroforo di Volta, è un generatore elettrostatico in grado di accumulare una modesta quantità di carica elettrica in modo discontinuo. Ideato da Alessandro Volta intorno al 1775 durante i suoi studi sull'elettricità e citato nella "Lettera a Priestley", ha attualmente utilità didattica.

## Descrizione
È costituito da un disco di materiale conduttore (chiamato scudo) che si impugna attraverso un manico isolante e viene utilizzato in abbinamento ad una superficie in materiale isolante, per esempio ebanite, e ad un panno di lana.

## Funzionamento
L'elettroforo è uno strumento che permette di generare carica elettrica ed è formato da due differenti parti: un piano composto da un materiale isolante chiamato "schiacciata" (Volta utilizzò la resina perché mantiene la carica per un tempo più lungo) che viene caricato per strofinìo da un panno in lana (effetto triboelettrico) e si carica negativamente; successivamente viene posto lo "scudo", che è composto da un piatto in materiale conduttore e da un manico in materiale isolante (legno-plastica), sullo stesso piano, e per induzione elettrostatica le cariche positive del piatto conduttore vengono attirate verso l'isolante invece quelle negative vengono respinte sulla parte superiore del piatto e successivamente posando il dito sul piano si viene a creare la "messa a terra" e le cariche negative del piatto fluiscono attraverso il nostro corpo sul terreno, a questo punto il conduttore è carico positivamente e possiamo verificarlo o avvicinandolo ad un altro strumento chiamato elettroscopio che misura la presenza di cariche oppure possiamo avvicinare il dito al piatto e vedremo una scarica tra i due elettrodi (dito-piatto) e ciò è appunto dovuto alla differenza di potenziale grazie alla presenza di cariche solo positive nel piatto.